# Manfred Neuner
Manfred Neuner (Oberhausen, 1945. november 20. – 2001. december 23.) német nemzetközi labdarúgó-játékvezető.

## Pályafutása

### Nemzeti játékvezetés
1980-ban lett a II. Bundesliga játékvezetője. 1982. szeptember 4-én debütált az I. Bundesligában. Az aktív játékvezetéstől 1992-ben vonult vissza. Második ligás mérkőzéseinek száma: 67. Első ligás mérkőzéseinek száma: 100.

#### Nemzeti kupamérkőzések
Vezetett Kupa-döntők száma: 1.

##### Német Kupa
A DFB JB elismerve szakmai felkészültségét, pályafutásának végén megbízta a döntő találkozó koordinálásával.
| Időpont         | Helyszín                 | Mérkőzés típusa | Mérkőzés                           | Eredmény | Nézők száma |
| --------------- | ------------------------ | --------------- | ---------------------------------- | -------- | ----------- |
| 1990. május 19. | Olimpiai Stadion, Berlin | döntő           | 1. FC Kaiserslautern–Werder Bremen | 3 : 2    | 76 000      |

### Nemzetközi játékvezetés
A Német labdarúgó-szövetség Játékvezető Bizottsága (JB) 1986-ban terjesztette fel nemzetközi játékvezetőnek, a Nemzetközi Labdarúgó-szövetség (FIFA) bíróinak keretébe. Több nemzetek közötti válogatott és klubmérkőzést vezetett. A német nemzetközi játékvezetők rangsorában, a világbajnokság-Európa-bajnokság sorrendjében többedmagával a 23. helyet foglalja el 3 találkozó szolgálatával. Az aktív nemzetközi játékvezetéstől 1992-ben búcsúzott.

#### Világbajnokság
A világbajnoki döntőhöz vezető úton Olaszországba a XIV., az 1990-es labdarúgó-világbajnokságra a FIFA JB bíróként alkalmazta.
| Időpont           | Helyszín                    | Mérkőzés típusa         | Mérkőzés          | Eredmény | Nézők száma |
| ----------------- | --------------------------- | ----------------------- | ----------------- | -------- | ----------- |
| 1989. március 19. | Ramat Gan Stadion, Tel-Aviv | Óceánia (OFC) zónadöntő | Izrael–Ausztrália | 1 : 1    | 45 000      |

#### Európa-bajnokság
Az európai-labdarúgó torna döntőjéhez vezető úton Német Szövetségi Köztársaságba a VIII., az 1988-as labdarúgó-Európa-bajnokságra és Svédországba a IX., az 1992-es labdarúgó-Európa-bajnokságra az UEFA JB játékvezetőként foglalkoztatta.

##### 1988-as labdarúgó-Európa-bajnokság
| Időpont           | Helyszín                            | Mérkőzés típusa           | Mérkőzés         | Eredmény | Nézők száma |
| ----------------- | ----------------------------------- | ------------------------- | ---------------- | -------- | ----------- |
| 1987. december 2. | Frontière Stadion, Esch-sur-Alzette | előselejtező (7. csoport) | Luxemburg–Skócia | 0 : 0    | 2 515       |

##### 1992-es labdarúgó-Európa-bajnokság
| Időpont          | Helyszín                      | Mérkőzés típusa           | Mérkőzés         | Eredmény | Nézők száma |
| ---------------- | ----------------------------- | ------------------------- | ---------------- | -------- | ----------- |
| 1991. február 9. | Marcel Saupin Stadion, Nantes | előselejtező (7. csoport) | Málta–Portugália | 0 : 1    | 5 322       |